# Кайо Жуниор
Луис Карлос Сароли (порт.-браз. Luiz Carlos Saroli), более известный как Кайо Жуниор (порт.-браз. Caio Júnior; 8 марта 1965 года, Каскавел, штат Парана — 28 ноября 2016 года, Серро-Гордо, Ла-Уньон, Антьокия, Колумбия) — бразильский футболист и тренер.

## Биография
Кайо Жуниор выступал на профессиональном уровне в 1980—1990-е годы. Закрепиться в составе таких грандов бразильского футбола, как Гремио и Интернасьонал, ему не удалось, и большую часть карьеры он провёл в средних по уровню командах, в том числе отыграв восемь сезонов в Португалии за «Виторию» (Гимарайнш), «Эштрелу» и «Белененсиш». Завершил карьеру игрока в 1999 году.
В качестве главного тренера в Бразилии Кайо Жуниор работал с четырьмя грандами — «Палмейрасом», «Фламенго», «Ботафого» и «Гремио», а также с такими командами, как «Витория», «Парана», «Гояс» и «Крисиума». Работал Кайо Жуниор и за пределами родной страны — тренировал японский «Виссел Кобе», «Аль-Гарафу» из Катара и «Аль-Джазиру» и «Аль-Шабаб», представляющих Объединённые Арабские Эмираты.
28 ноября 2016 года погиб в авиакатастрофе в Колумбии, вместе с ним погибли почти все игроки и полный состав тренерского штаба клуба «Шапекоэнсе», которым Кайо руководил с 2016 года. Кайо Жуниор вывел свою последнюю команду в первый в её истории финал международного турнира — Южноамериканского кубка, на первый решающий матч которого и летела команда.

## Титулы и достижения
Как игрок
- Чемпион штата Риу-Гранди-ду-Сул (4): 1985, 1986, 1987, 1994
- Чемпион Второго дивизиона Лиги Гаушу (1): 1996
- Чемпион штата Парана (1): 1997
- Обладатель Суперкубка Португалии (1): 1988
- Чемпион Второй лиги Португалии (1): 1992/93
- Лучший бомбардир Лиги Гаушу (1): 1985 (15 голов)

Как тренер
- Чемпион штата Баия (4): 2013
- Чемпион Катара (1): 2009/10
- Обладатель Кубка наследного принца Катара (1): 2010
- Обладатель Кубка президента ОАЭ (1): 2012
- ///// Обладатель Клубного кубка чемпионов Персидского залива (1): 2014/15
- Обладатель Южноамериканского кубка (1): 2016 (посмертно, по просьбе соперников[4])